# Rune Rydelius

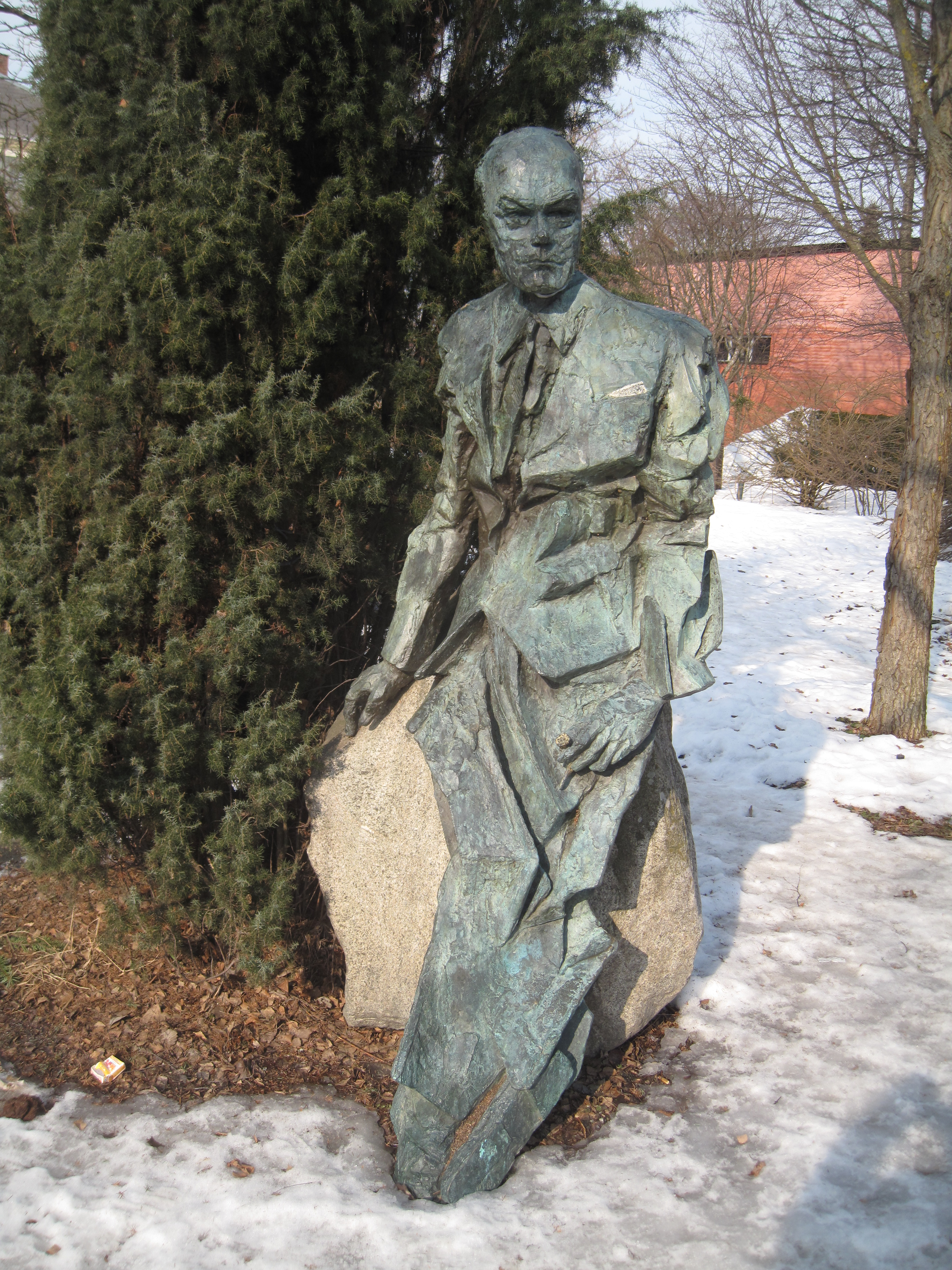
Jan Fridegård i Enköping

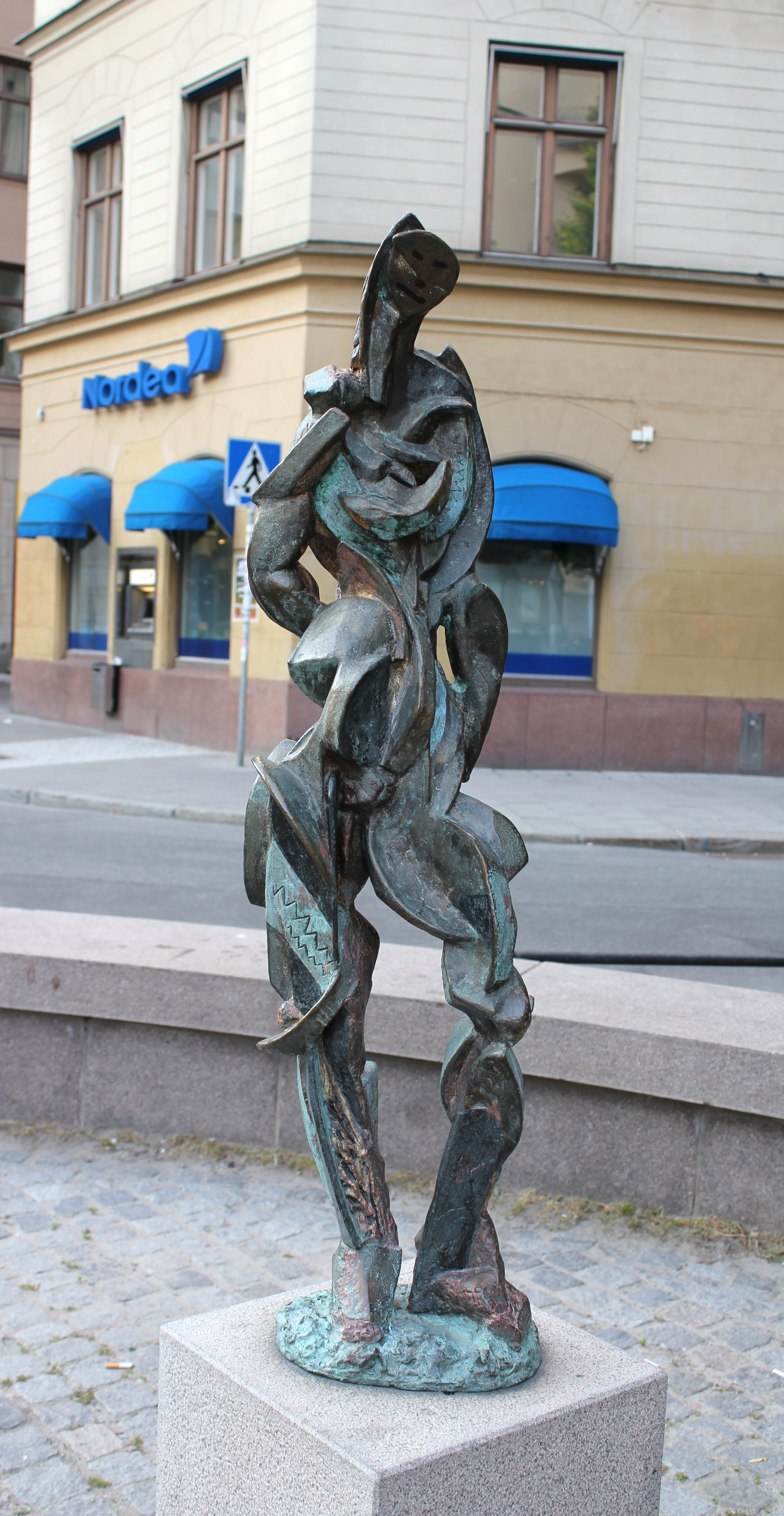
Stående figur, Katarina Bangata i Stockholm

Lars Rune Rydelius, född 21 februari 1946 i Hofors, är en svensk skulptör. Han är gift med konstnären Pia Knöppel.
Rune Rydelius är uppvuxen i Hofors och arbetade några år på 1960-talet som tidningstecknare på Arbetarbladet i Gävle. Han utbildade sig på Konstfack i Stockholm 1965-70  och på Kungliga Konsthögskolan i Stockholm 1970-75. Han fick 1980 Moderna Museets Vänners skulpturpris - K. A. Linds hederspris och är ledamot av Konstakademien sedan 2003.
| ”              | Rune Rydelius söker utvinna vad en människa är eller – kanske viktigare – vad hon kan vara, inte bara inkognito, utan också omedvetet. Den människa han söker föreställer inget, hon är sin unika kombination av medfött, förvärvat och erfaret, och som en konsekvens av detta gestaltas hon inte gjuten i sina former, utan sammansatt av lerklickar som – i likhet med ögonblick – kan ge ett rörigt intryck, men som visar sig vara nyckeln till det iakttagna. | „ |
| – Niels Hebert | |   |

## Offentliga verk i urval
- Staty över Jan Fridegård, brons, Fridegårdsparken i Enköping. Förlagan finns i Bildningscentrum i Bålsta.
- Stående figur, 1998, Katarina Bangata i Stockholm
- Stående figur med kjol och vingar, Sländan, 2007, Liljeholmstorget i Liljeholmen i Stockholm[2]
- Båt med figur, omgiven av en ram, 2010, Liljeholmstorget i Liljeholmen i Stockholm[3]
- Vem tror på sagor här, Teaterplan i Örebro
- Spelande, 2008, Drömparken i Enköping

## Fotogalleri

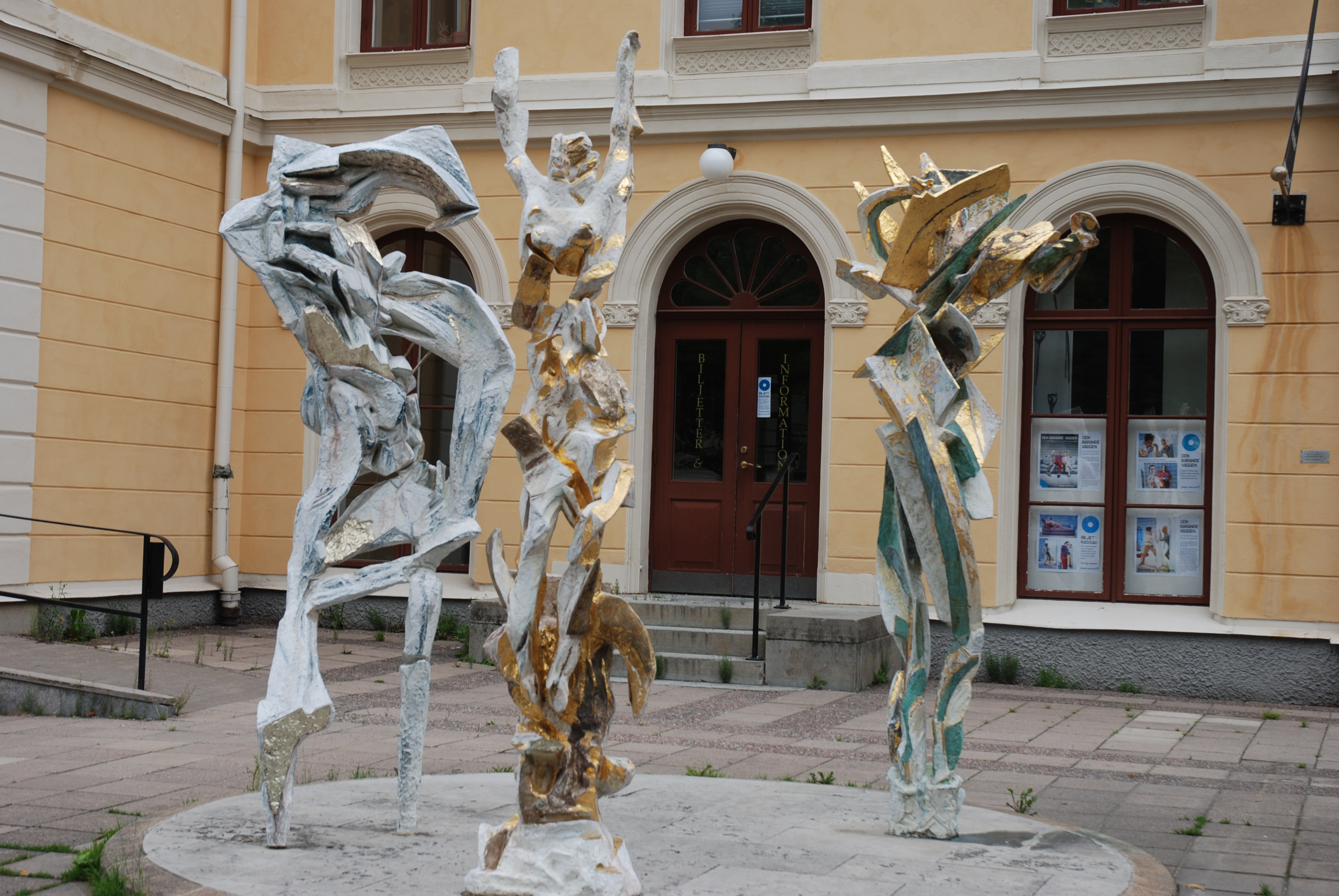
Vem tror på sagor här? i Örebro
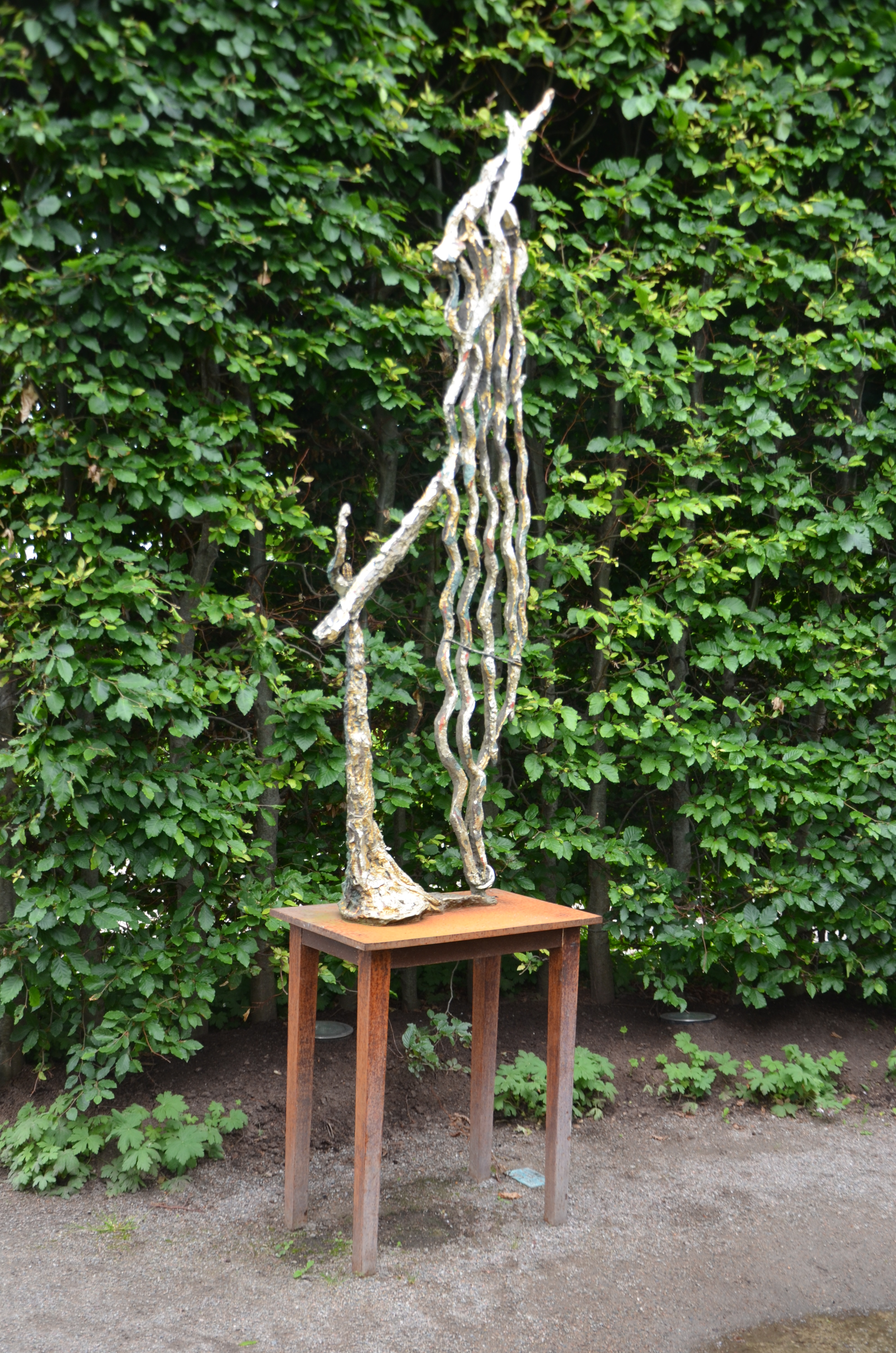
Spelande i Enköping